# キングヘイロー
キングヘイロー（欧字名:King Halo、1995年4月28日 - 2019年3月19日）は、日本の競走馬、種牡馬。
2000年の高松宮記念（GI）優勝馬である。1997年の東京スポーツ杯3歳ステークス（GIII）、1999年の中山記念（GII）、東京新聞杯（GIII）も制したほか、1998年の菊花賞（GI）でも5着となっており多様な距離で活躍を収めた。引退後は種牡馬としてGI級競走優勝馬を出すなど優秀な成績を収めた。世界の良血と呼ばれた。

## 競走馬時代

### 3歳時（1997年）
父は80年代ヨーロッパ最強の声も高いダンシングブレーヴ、母がケンタッキーオークスなどアメリカのG1を7勝した名牝グッバイヘイローという世界的な良血馬であり、相当の期待馬であった。福永祐一の回想によれば、元々デビュー戦で騎乗予定だった武豊が毎日王冠に出走予定のジェニュインの騎乗依頼を受け、調教師の坂口正大に断りの電話をかけた際に、その場にたまたま福永がいたため「乗る?」という一言で騎乗が決まった。デビューから4歳までは1戦を除き、デビュー2年目の福永が手綱を取った。
デビュー戦、黄菊賞と2連勝で重賞の東京スポーツ杯3歳ステークスへ駒を進めると、2着のマイネルラヴに2馬身半の差をつけ、無傷の3連勝を飾った。鞍上の福永にとっても初めての中央の重賞勝ちであった。暮れのラジオたんぱ杯3歳ステークスでは断然の1番人気に推されたが、最後の直線でロードアックスに差されて2着となった。

### 4歳時（1998年）
1998年、春初戦は皐月賞トライアルの弥生賞となった。ここでも引き続き1番人気となったが、ジュニアカップを圧勝してきたセイウンスカイの逃げを捉えきれず、またきさらぎ賞勝利で真価を発揮したスペシャルウィークにも歯が立たず、2頭から4馬身離された3着に終わった。評価を落とした皐月賞ではスペシャルウィークを抑えこみ猛然と追い詰めたが、逃げたセイウンスカイを捉えることが出来ず2着。続く日本ダービーでは逃げを打ち、当時史上2番目にあたるハイペースとなり直線で失速、14着と大敗した。
秋に入り神戸新聞杯は岡部幸雄に乗り変わったものの、ボールドエンペラーとの叩き合いとなり3着に敗れた。続く京都新聞杯はスペシャルウィークを苦しめたがクビ差2着となった。その後菊花賞で5着、有馬記念で6着と距離が伸びたGI2競走は良いところがなかった。

### 5歳時（1999年）
1999年は年明け早々から柴田善臣騎乗で東京新聞杯、中山記念と重賞を連勝した。タイキシャトルの抜けたマイル路線の中心的存在と期待されたが、3ヶ月ぶりの安田記念は11着に沈み、宝塚記念も8着とふるわなかった。秋初戦の毎日王冠も横山典弘が騎乗したが5着、天皇賞（秋）も柴田善臣が騎乗したが7着とふるわなかったため、マイルチャンピオンシップでは鞍上を福永祐一に戻した。この際の騎乗にあたって、福永は頭を丸めて臨むという気合の入れようだった。だが、レースでは武豊騎乗のブラックホークをかわすも、春秋マイルGI制覇を達成したエアジハードの横綱相撲の前に2着に敗れた。続くスプリンターズステークスでも福永が乗ったが、ブラックホーク、アグネスワールドを捕まえきれず、3着と勝ち切れなかった。

### 6歳時（2000年）
2000年の初戦は初ダートのフェブラリーステークスだった。血統的背景、新境地開拓の意味でも期待されて、1番人気に推された。しかし、レースでは砂をかぶりやすい1枠に入ったため全く動かず、終始後方のまま13着と惨敗した。調教師の坂口は批判を浴びたが、本馬に「GIタイトルを」という意志は揺るがなかった。次の高松宮記念は再び柴田善臣が騎乗し、直線で粘っていたブラックホーク、アグネスワールドなどのスプリンターを大外からゴール直前で差し切って、悲願のGI初制覇を成し遂げた。坂口はこの勝利に人目もはばからず涙した。なお、このレースで2着になったディヴァインライトに騎乗していたのは福永であった。
高松宮記念後、福永の騎乗で安田記念に挑み、日本馬最先着の3着に入った。秋になると、鞍上を柴田善臣に戻したが、スプリンターズステークス7着、マイルチャンピオンシップ7着、と目立った活躍をすることは出来なかったが、引退レースとなった有馬記念では後方から追い込んで4着と健闘した。
GIレースの中で唯一勝利したレースは結果的に短距離走の高松宮記念のみであったが、後述の競走成績から見て取れるようにマイル戦、中距離走、長距離走に至るまで、距離を問わず善戦することもあれば、同等距離の別レースで大敗することもあった。距離適性だけでは語れない実績を残し、現役競走馬生活のピリオドを打つこととなった。

## 引退後
2001年に優駿スタリオンステーションにて種牡馬入りした。魅力的な血統と100万円前後の手ごろな種付料から、例年100頭を越える繁殖牝馬に恵まれたことが幸いし、2004年ファーストシーズンサイアーランキング5位。初年度産駒のニシノドコマデモがオープンを勝ち、青葉賞2着から日本ダービー6着などの実績をあげた。そして2006年のシンザン記念でゴウゴウキリシマが勝利し、産駒初の重賞勝ちをおさめた。また、同年の優駿牝馬（オークス）では、カワカミプリンセスが勝利し、産駒初のGI制覇を達成した。さらに同馬は無敗のまま秋華賞も制し、エリザベス女王杯でも1位入線（進路妨害により12着降着）した。2009年にはローレルゲレイロが高松宮記念を制して、キングヘイロー自身が現役時代に唯一制したGIでも父子制覇を達成している。
現役時代には様々な距離で走っており、産駒は様々なタイプを輩出している。さらに自身と同様に産駒は冬場に強く、夏場に弱い傾向がある。また首の高い走法の産駒も多い。産駒の活躍と共に種付料も上昇し、特にカワカミプリンセスなどが活躍した翌年の2007年度は受胎条件付きで350万円にまでになった。
2010年3月28日に中京競馬場第12競走のJRAプレミアムレースとして開催された「中京サンクスプレミアム」において、当馬が最多得票を獲得したことから「キングヘイローメモリアル」の副名称を付与して施行された。
2019年3月19日に繋養先の北海道新冠町・優駿スタリオンステーションで、老衰のため死亡した。その5日後に開催された第49回高松宮記念では福永祐一がミスターメロディで勝利を収めており、かつてのパートナーに捧げる勝利となった。

## 競走成績
| 競走日     | 競馬場 | 競走名             | 格      | オッズ （人気） | 着順 | 馬場・距離 （馬場状態） | タイム （上がり3F） | 着差 | 騎手     | 斤量 | 勝ち馬/（2着馬）         |
| ---------- | ------ | ------------------ | ------- | --------------- | ---- | ----------------------- | ------------------- | ---- | -------- | ---- | ------------------------ |
| 1997.10. 5 | 京都   | 3歳新馬            |         | 2.9（2人）      | 1着  | 芝1600m（良）           | 1:37.0 (36.2)       | -0.1 | 福永祐一 | 53   | （アドマイヤディオス）   |
| 10.25      | 京都   | 黄菊賞             | 500万下 | 5.6（3人）      | 1着  | 芝1800m（良）           | 1:48.8 (34.8)       | -0.2 | 福永祐一 | 53   | （コウエイテンカイチ）   |
| 11.15      | 東京   | 東京スポーツ杯3歳S | GIII    | 2.4（1人）      | 1着  | 芝1800m（良）           | R1:48.0 (35.1)      | -0.4 | 福永祐一 | 54   | （マイネルラヴ）         |
| 12.20      | 阪神   | ラジオたんぱ杯3歳S | GIII    | 1.4（1人）      | 2着  | 芝2000m（良）           | 2:04.0 (36.4)       | 0.2  | 福永祐一 | 54   | ロードアックス           |
| 1998. 3. 8 | 中山   | 弥生賞             | GII     | 2.1（1人）      | 3着  | 芝2000m（良）           | 2:02.6 (36.2)       | 0.8  | 福永祐一 | 55   | スペシャルウィーク       |
| 4.19       | 中山   | 皐月賞             | GI      | 6.8（3人）      | 2着  | 芝2000m（良）           | 2:01.4 (36.6)       | 0.1  | 福永祐一 | 57   | セイウンスカイ           |
| 6. 7       | 東京   | 東京優駿           | GI      | 3.9（2人）      | 14着 | 芝2400m（稍）           | 2:28.4 (35.7)       | 2.6  | 福永祐一 | 57   | スペシャルウィーク       |
| 9.20       | 阪神   | 神戸新聞杯         | GII     | 1.9（1人）      | 3着  | 芝2000m（良）           | 2:02.2 (37.8)       | 0.3  | 岡部幸雄 | 57   | カネトシガバナー         |
| 10.18      | 京都   | 京都新聞杯         | GII     | 8.4（3人）      | 2着  | 芝2200m（稍）           | 2:15.1 (36.6)       | 0.1  | 福永祐一 | 57   | スペシャルウィーク       |
| 11. 8      | 京都   | 菊花賞             | GI      | 10.3（3人）     | 5着  | 芝3000m（良）           | 3:03.9 (34.7)       | 0.7  | 福永祐一 | 57   | セイウンスカイ           |
| 12.27      | 中山   | 有馬記念           | GI      | 26.7（10人）    | 6着  | 芝2500m（良）           | 2:32.9 (35.3)       | 0.8  | 福永祐一 | 55   | グラスワンダー           |
| 1999. 2. 7 | 東京   | 東京新聞杯         | GIII    | 2.1（1人）      | 1着  | 芝1600m（良）           | 1:33.5 (35.2)       | -0.5 | 柴田善臣 | 57   | （ケイワンバイキング）   |
| 3.14       | 中山   | 中山記念           | GII     | 1.8（1人）      | 1着  | 芝1800m（良）           | 1:47.5 (36.2)       | -0.3 | 柴田善臣 | 57   | （ダイワテキサス）       |
| 6.13       | 東京   | 安田記念           | GI      | 6.0（2人）      | 11着 | 芝1600m（良）           | 1:35.1 (37.1)       | 1.8  | 柴田善臣 | 58   | エアジハード             |
| 7.11       | 阪神   | 宝塚記念           | GI      | 26.7（5人）     | 8着  | 芝2200m（良）           | 2:14.6 (37.8)       | 2.5  | 柴田善臣 | 58   | グラスワンダー           |
| 10.10      | 東京   | 毎日王冠           | GII     | 10.5（2人）     | 5着  | 芝1800m（良）           | 1:46.2 (34.9)       | 0.4  | 横山典弘 | 58   | グラスワンダー           |
| 10.31      | 東京   | 天皇賞（秋）       | GI      | 4.3（3人）      | 7着  | 芝2000m（良）           | 1:58.6 (35.8)       | 0.6  | 柴田善臣 | 58   | スペシャルウィーク       |
| 11.21      | 京都   | マイルCS           | GI      | 8.0（4人）      | 2着  | 芝1600m（良）           | 1:33.0 (34.4)       | 0.2  | 福永祐一 | 57   | エアジハード             |
| 12.19      | 中山   | スプリンターズS    | GI      | 7.8（4人）      | 3着  | 芝1200m（良）           | 1:08.4 (34.3)       | 0.2  | 福永祐一 | 57   | ブラックホーク           |
| 2000. 2.20 | 東京   | フェブラリーS      | GI      | 5.1（1人）      | 13着 | ダ1600m（良）           | 1:37.2 (37.8)       | 1.6  | 柴田善臣 | 57   | ウイングアロー           |
| 3.26       | 中京   | 高松宮記念         | GI      | 12.7（4人）     | 1着  | 芝1200m（良）           | 1:08.6 (34.9)       | クビ | 柴田善臣 | 57   | （ディヴァインライト）   |
| 5.14       | 東京   | 京王杯スプリングC  | GII     | 6.5（3人）      | 11着 | 芝1400m（良）           | 1:22.0 (35.1)       | 1.0  | 柴田善臣 | 59   | スティンガー             |
| 6. 4       | 東京   | 安田記念           | GI      | 7.7（3人）      | 3着  | 芝1600m（良）           | 1:34.1 (35.2)       | 0.2  | 福永祐一 | 58   | フェアリーキングプローン |
| 10. 1      | 中山   | スプリンターズS    | GI      | 15.0（6人）     | 7着  | 芝1200m（稍）           | 1:09.6 (35.5)       | 1.0  | 柴田善臣 | 57   | ダイタクヤマト           |
| 10.28      | 京都   | スワンS            | GII     | 5.2（3人）      | 12着 | 芝1400m（良）           | 1:21.5 (35.9)       | 1.1  | 柴田善臣 | 59   | ダイタクヤマト           |
| 11.19      | 京都   | マイルCS           | GI      | 7.7（5人）      | 7着  | 芝1600m（良）           | 1:33.2 (35.6)       | 0.6  | 柴田善臣 | 57   | アグネスデジタル         |
| 12.24      | 中山   | 有馬記念           | GI      | 39.9（9人）     | 4着  | 芝2500m（良）           | 2:34.3 (36.0)       | 0.2  | 柴田善臣 | 56   | テイエムオペラオー       |

- タイム欄のRはレコード勝ちを示す。

## 種牡馬成績

### GI・JpnI競走優勝馬
太字はGI・JpnI競走。
- 2003年産
  - カワカミプリンセス（優駿牝馬、秋華賞）[7]
- 2004年産
  - ローレルゲレイロ（スプリンターズステークス、高松宮記念、東京新聞杯、阪急杯）[8]
- 2008年産
  - メーデイア （JBCレディスクラシック、レディスプレリュード、TCK女王盃（2回）、マリーンカップ、スパーキングレディーカップ）[9]

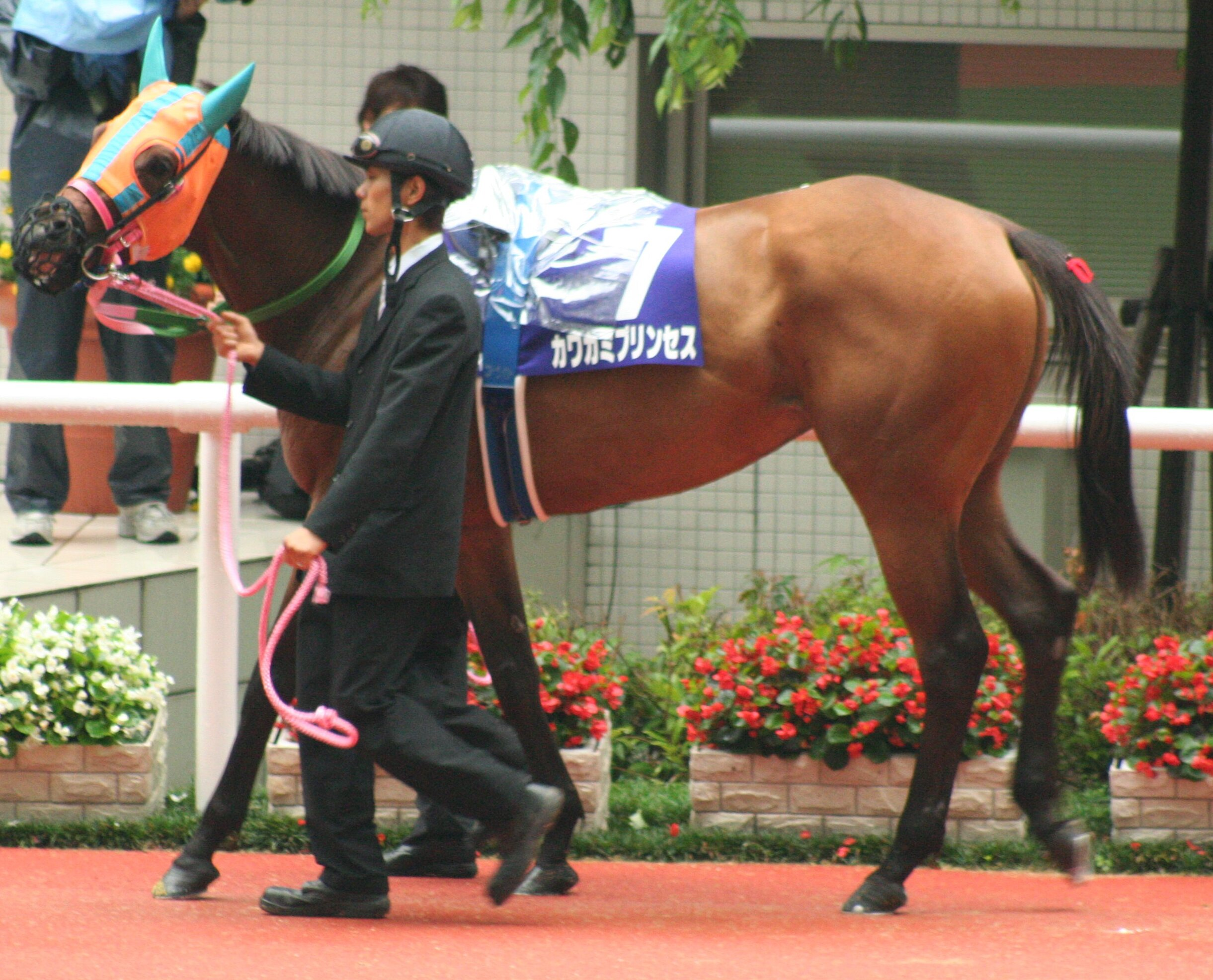
カワカミプリンセス

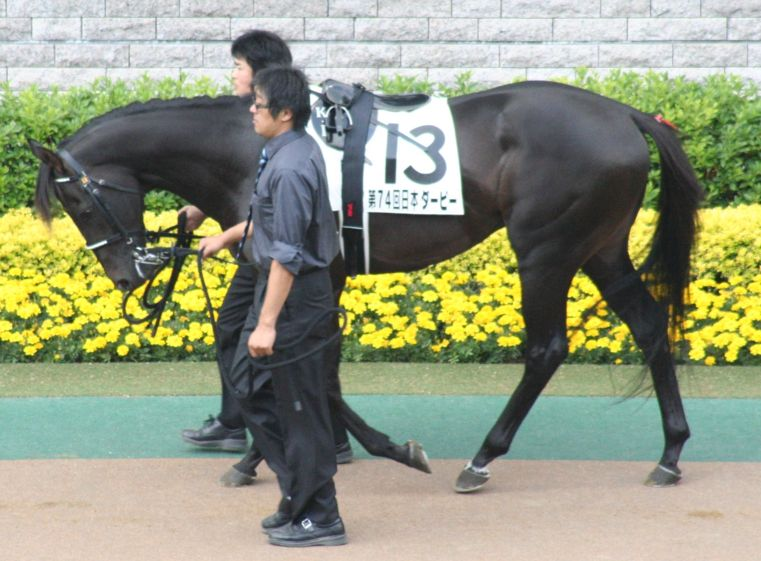
ローレルゲレイロ

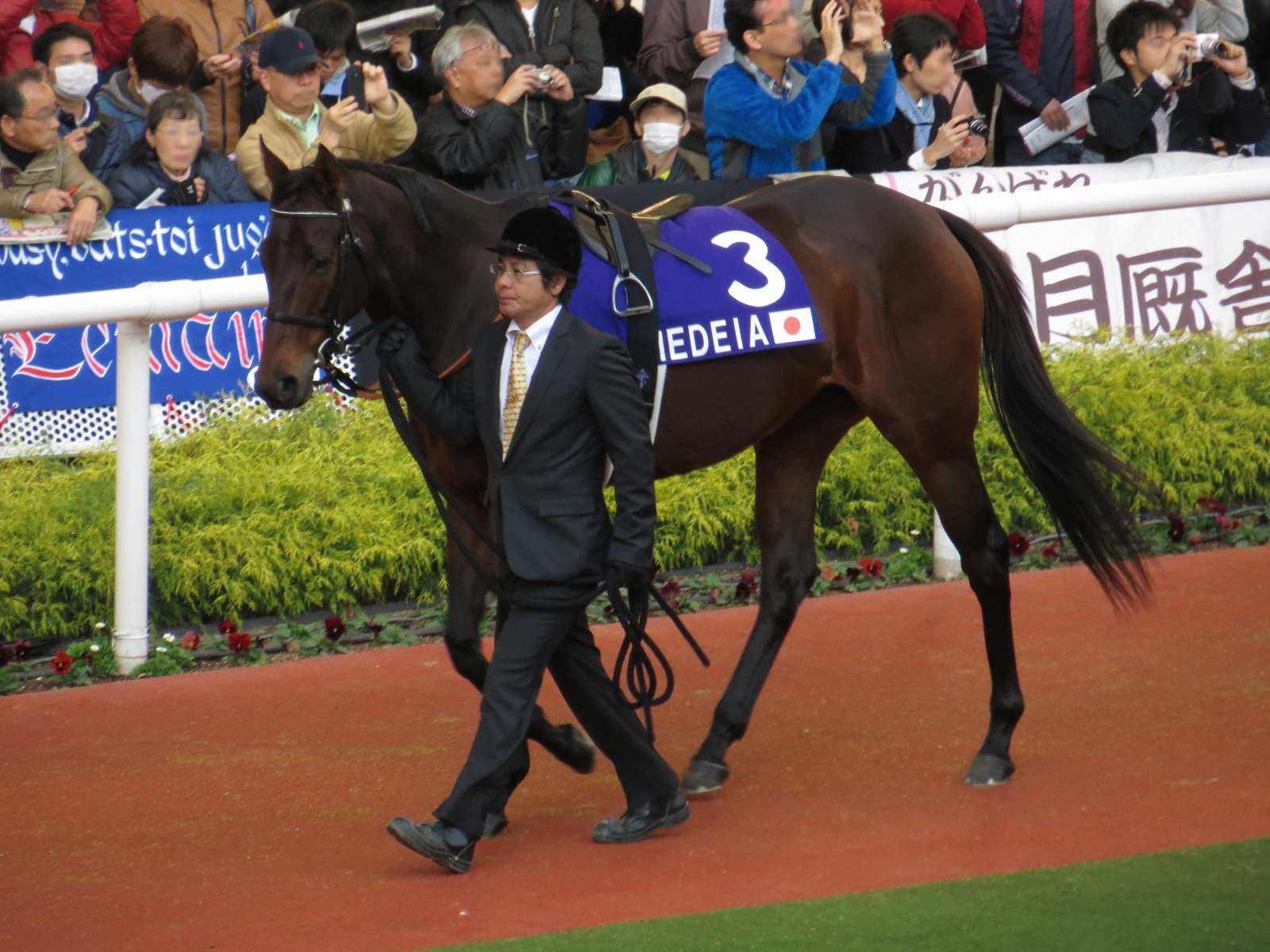
メーデイア

### グレード制重賞優勝馬
*は地方重賞を示す。
- 2002年産
  - キングスゾーン（サマーチャンピオン、オータムスプリントカップ*、マイル争覇*4連覇、東海桜花賞*、みちのく大賞典*、シアンモア記念*、名古屋記念*、名港盃*）[10]
- 2003年産
  - キクノアロー（ダイオライト記念）[11]
  - ゴウゴウキリシマ（シンザン記念）[12]
- 2009年産
  - クリールカイザー（アメリカジョッキークラブカップ）[13]
- 2010年産　
  - キタサンミカヅキ（東京盃連覇、東京スプリント、プラチナカップ*、アフター5スター賞*3連覇、NARグランプリ2018年度代表馬/4歳以上最優秀牡馬/最優秀短距離馬）[14]
  - シャトーブランシュ（マーメイドステークス）[15]
- 2013年産
  - ダイアナヘイロー（阪神カップ、北九州記念、阪急杯）[16]
  - ダイメイプリンセス（アイビスサマーダッシュ、北九州記念）[17]
- 2018年産
  - リフレーミング（小倉記念）[18]

### 地方重賞優勝馬
- 2002年産
  - クインオブクイン（ゴールドジュニア、若草賞、スプリングカップ、東海菊花賞、マーチカップ、兵庫クイーンカップ、スプリング争覇、オグリキャップ記念、ビューチフルドリーマーカップ）[19]
- 2004年産
  - セイントセーリング（岩手ダービーダイヤモンドカップ、不来方賞、阿久利黒賞、金杯 (岩手競馬)）[20]
- 2006年産
  - キングバンブー（報知グランプリカップ）[21]
  - マルハチゲティ（トレノ賞、金杯）[22]
- 2007年産
  - シャイニングサヤカ（ビューチフルドリーマーカップ）[23]
  - マヤノリュウジン（MRO金賞）[24]
- 2008年産
  - オオエライジン（兵庫若駒賞、園田ジュニアカップ、園田ユースカップ、兵庫ダービー、黒潮盃、岐阜金賞、兵庫大賞典2回、園田金盃、報知オールスターカップ）[25]
- 2009年産
  - ジュウワンブライト（プリンセスカップ、ヤングチャンピオン）[26]
  - キクノグラード（尾張名古屋杯）[27]
  - ムサシキングオー（勝島王冠）[28]
  - メモリージルバ（白銀争覇、東海ゴールドカップ、オータムカップ、ウインター争覇、マーチカップ）[29]
- 2010年産
  - イチリュウ（浦和桜花賞）[30]
- 2011年産
  - ワタリキングオー（クラウンカップ）[31]
- 2014年産
  - キングジャガー（やまびこ賞、岩手ダービーダイヤモンドカップ、イーハトーブマイル、不来方賞）[32]
  - ライスエイト（金沢スプリントカップ）[33]
- 2016年産
  - マツリダレーベン（オパールカップ）[34]
- 2017年産
  - イチライジン（園田ジュニアカップ）[35]
- 2018年産
  - ギガキング（南部駒賞、東京湾カップ、ダービーグランプリ、報知グランプリカップ連覇、フリオーソレジェンドカップ、京成盃グランドマイラーズ）[36]

### 母父としての主な産駒
- 2011年産
  - キングズガード（2017年プロキオンステークス）- 父シニスターミニスター[37]
- 2014年産
  - ジョーストリクトリ（2017年ニュージーランドトロフィー）- 父ジョーカプチーノ[38]
- 2017年産
  - ディープボンド（2020年京都新聞杯、2021年阪神大賞典、フォワ賞、2022年阪神大賞典）- 父キズナ[39]
  - コーラルツッキー（2019年エーデルワイス賞）- 父シニスターミニスター[40]
- 2018年産
  - ピクシーナイト（2021年シンザン記念、スプリンターズステークス）- 父モーリス[41]
  - ヴァイスメテオール（2021年ラジオNIKKEI賞）- 父キングカメハメハ[42]
  - メイショウムラクモ（2021年レパードステークス）- 父ネオユニヴァース[43]
  - アサマノイタズラ（2021年セントライト記念）- 父ヴィクトワールピサ
  - ディクテオン（2023年浦和記念、名古屋グランプリ、2024年白山大賞典）- 父キングカメハメハ
- 2019年産
  - イクイノックス（2021年東京スポーツ杯2歳ステークス、2022年・2023年天皇賞（秋）連覇、有馬記念、2023年ドバイシーマクラシック、宝塚記念、ジャパンカップ)- 父キタサンブラック[44]
  - キングズソード（2023年JBCクラシック、2024年帝王賞）- 父シニスターミニスター[45]
  - ウォーターナビレラ（2021年ファンタジーステークス）- 父シルバーステート
  - フェーングロッテン（2022年ラジオNIKKEI賞）- 父ブラックタイド[46]
- 2020年産
  - ドゥーラ（2022年札幌2歳ステークス、2023年クイーンステークス）- 父ドゥラメンテ[47]
- 2022年産
  - マテンロウコマンド（2025年兵庫チャンピオンシップ）- 父ドレフォン[48]

## 血統表
| キングヘイローの血統                                    | キングヘイローの血統                                       | キングヘイローの血統                                       | （血統表の出典）                                           | （血統表の出典） |
| 父系                                                    | リファール系                                               | リファール系                                               | リファール系                                               | [ § 2 ]          |
| 父 *ダンシングブレーヴ Dancing Brave 1983 鹿毛 アメリカ | 父の父Lyphard 1969 鹿毛 アメリカ                           | Northern Dancer                                            | Nearctic                                                   | Nearctic         |
| 父 *ダンシングブレーヴ Dancing Brave 1983 鹿毛 アメリカ | 父の父Lyphard 1969 鹿毛 アメリカ                           | Northern Dancer                                            | Natalma                                                    |                  |
| 父 *ダンシングブレーヴ Dancing Brave 1983 鹿毛 アメリカ | 父の父Lyphard 1969 鹿毛 アメリカ                           | Goofed                                                     | Court Martial                                              | Court Martial    |
| 父 *ダンシングブレーヴ Dancing Brave 1983 鹿毛 アメリカ | 父の父Lyphard 1969 鹿毛 アメリカ                           | Goofed                                                     | Barra                                                      |                  |
| 父 *ダンシングブレーヴ Dancing Brave 1983 鹿毛 アメリカ | 父の母Navajo Princess 1974 鹿毛 アメリカ                   | Drone                                                      | Sir Gaylord                                                | Sir Gaylord      |
| 父 *ダンシングブレーヴ Dancing Brave 1983 鹿毛 アメリカ | 父の母Navajo Princess 1974 鹿毛 アメリカ                   | Drone                                                      | Cap and Bells                                              |                  |
| 父 *ダンシングブレーヴ Dancing Brave 1983 鹿毛 アメリカ | 父の母Navajo Princess 1974 鹿毛 アメリカ                   | Olmec                                                      | Pago Pago                                                  | Pago Pago        |
| 父 *ダンシングブレーヴ Dancing Brave 1983 鹿毛 アメリカ | 父の母Navajo Princess 1974 鹿毛 アメリカ                   | Olmec                                                      | Chocolate Beau                                             |                  |
| 母 *グッバイヘイロー Goodbye Halo 1985 栗毛 アメリカ    | 母の父Halo 1969 黒鹿毛 アメリカ                            | Hail to Reason                                             | Turn-to                                                    | Turn-to          |
| 母 *グッバイヘイロー Goodbye Halo 1985 栗毛 アメリカ    | 母の父Halo 1969 黒鹿毛 アメリカ                            | Hail to Reason                                             | Nothirdchance                                              |                  |
| 母 *グッバイヘイロー Goodbye Halo 1985 栗毛 アメリカ    | 母の父Halo 1969 黒鹿毛 アメリカ                            | Cosmah                                                     | Cosmic Bomb                                                | Cosmic Bomb      |
| 母 *グッバイヘイロー Goodbye Halo 1985 栗毛 アメリカ    | 母の父Halo 1969 黒鹿毛 アメリカ                            | Cosmah                                                     | Almahmoud                                                  |                  |
| 母 *グッバイヘイロー Goodbye Halo 1985 栗毛 アメリカ    | 母の母Pound Foolish 1979 鹿毛 アメリカ                     | Sir Ivor                                                   | Sir Gaylord                                                | Sir Gaylord      |
| 母 *グッバイヘイロー Goodbye Halo 1985 栗毛 アメリカ    | 母の母Pound Foolish 1979 鹿毛 アメリカ                     | Sir Ivor                                                   | Attica                                                     |                  |
| 母 *グッバイヘイロー Goodbye Halo 1985 栗毛 アメリカ    | 母の母Pound Foolish 1979 鹿毛 アメリカ                     | Squander                                                   | Buckpasser                                                 | Buckpasser       |
| 母 *グッバイヘイロー Goodbye Halo 1985 栗毛 アメリカ    | 母の母Pound Foolish 1979 鹿毛 アメリカ                     | Squander                                                   | Discipline                                                 |                  |
| 母系(F-No.)                                             | Lady Be Good系(FN:8-h)                                     | Lady Be Good系(FN:8-h)                                     | Lady Be Good系(FN:8-h)                                     | [ § 3 ]          |
| 5代内の近親交配                                         | Sir Gaylord 4×4、Turn-to 5×4･5、Almahmoud 5×4、Tom Fool5×5 | Sir Gaylord 4×4、Turn-to 5×4･5、Almahmoud 5×4、Tom Fool5×5 | Sir Gaylord 4×4、Turn-to 5×4･5、Almahmoud 5×4、Tom Fool5×5 | [ § 4 ]          |
| 出典                                                    | 1. 2. 3. 4.                                                | 1. 2. 3. 4.                                                | 1. 2. 3. 4.                                                | 1. 2. 3. 4.      |

祖母Pound Foolishの半弟にラシアンルーブル（父Nijinsky II）、近親には本馬の3代母Squanderの牝系にマジェスティバイオ、5代母Past Eightの牝系にZilzalがいる。